# Апостол Петков
Апостол Петков Терзиев, известен като Апостол Боймички или Постол войвода, е български хайдутин и революционер. Започнал своята борба с Османската империя в края на XIX век като хайдутин, в 1897 година Апостол войвода е привлечен от лидера на Вътрешната македоно-одринска революционна организация Дамян Груев и постепенно се превръща в основна фигура на организацията в Ениджевардарския революционен район на Солунския революционен окръг. Участва в Илинденско-Преображенското въстание в 1903 година и след него организира българската съпротива в района на Ениджевардарското езеро срещу новопоявилите се гръцки андартски чети. Името на Апостол става легендарно сред българското население – войводата е наречен с любов Вардарското (Ениджевардарското) слънце и Белият Апостол (за разлика от „Черния Апостол“ Апостолис Матопулос) и е възпят приживе в десетки народни песни. Апостол войвода загива в 1911 година, отровен от гъркоманин.
Апостол войвода е герой в трисерийния български филм „Мера според мера“ – последната роля на големия български актьор Григор Вачков. В различни населени места на България (София, Пловдив, Равда) има улици на името на Апостол Петков, а негов паметник е поставен в Несебър. Македонски дружества в Асеновградско, Несебър и други са носили или носят неговото име. За Постол войвода има множество народни песни. Романът „Гласовете ви чувам“ на Димитър Талев започва с песен за Апостол войвода.

## Биография

### Хайдутство
Апостол Петков е роден на 6 май (19 нов стил) 1869 година в голямото гевгелийско село Боймица (днес Аксиуполи, Гърция), дало името си на целия район между планината Паяк, Вардар и Ениджевардарското езеро – Боймия. Произхожда от стария хайдушки род Терзиеви. По-големият му брат Митре Терзиев е хайдутувал в Паяк, по-малкият му брат Тано Терзиев и братовчед му Андон Иванов Терзиев загиват като четници на ВМОРО, а според гръцки източници гъркоманският капитан Гоно Йотов му е първи братовчед.
Апостол Терзиев остава неграмотен и първоначално работи като кантонер по железопътната линия Солун-Скопие, но през 1892 година излиза хайдутин и с брат си Тано и трима други четници хайдутува в Гевгелийско и Ениджевардарско по Паяк планина и в Ениджевардарското езеро. По същото време в Боймията се появява и друга хайдушка чета – тази на Иванчо Карасулията.

### Във ВМОРО (1897 – 1903)
През 1897 година Дамян Груев, един от ръководителите на ВМОРО, обикаля Боймията и се среща с Апостол войвода, Иванчо Карасулията и Спиро Карасулски и в същия ден свещеник Стамат Танчев покръщава тримата хайдути и те влизат като терористи в редовете на ВМОРО.
След като извършват няколко убийства над предполагаеми шпиони, преследвани от властите на 15 септември 1897 година Карасулията, Апостол Петков и Спиро Карасулски стават нелегални, като към тях по-късно се присъединява Христо Узунов от Куфалово. Войвода е Карасулията с подвойвода Апостол Петков, а малката чета е въоръжена от Аргир Манасиев в Смоквица. Към средата на февруари към четата им се присъединяват и Гоно Балабанов от Сехово и Павел Граматиков от Кониково, Стойко Христов от Карасуле, Лазар Делев от Ореховица, Гого Киров и Мито Яков Хаджията от Мутулово, Кольо Мъжкото от Богородица и Коста Мусевски от Костурино. За кратко време четата, която действа в Дойранско, Гевгелийско и Ениджевардарско, всява страх у гъркоманите и турците в района.
Гевгелийският ръководител на ВМОРО Илия Докторов пише:
| „ | Още със сформирането на тая малка нелегална група в нашия край, като мълния се разнесе по всички села в околията, че има революционна чета под войводството на Иванчо Карасулски. Четата започна много тайно да обикаля организираните села. Навсякъде намираха отличен прием. Организираните членове във всички села, където отиваха гледаха на тях като на спасители от турската тирания. В тяхно лице виждаха герои, които са готови да жертвуват живота си за свободата на роба. По селата се надпреварваха кой да ги вземе у дома си. | “ |

През 1898 година четата пленява богатия турчин Туран бей и взема 2000 турски лири откуп. Централният комитет успява да прибере откупа след дълги разправии, тъй като четата иска да го задържи за себе си, и според гевгелийския ръководител на ВМОРО Аргир Манасиев Карасулията и Апостол войвода губят доверието на ЦК.
В края на юни 1898 година четата се разделя на две, като Иванчо Карасулийски поема Гевгелийско, а Апостол Петков – Ениджевардарско, но и двамата продължават с хайдутлука, което не се одобрява от лидерите на ВМОРО. Даме Груев дори настоява за смъртна присъда, но на това се противопоставят гевгелийските и ениджевардарските ръководители и за да са стегне дисциплината, в района е изпратена четата на Михаил Апостолов. Апостол Петков стои в неговата чета до април 1900 година, след което се отделя със 7 души.
За да си върнат доверието на ЦК в края на 1898 година Карасулията и Апостол войвода получават задача да ликвидират околийския лекар грък Димитриос Кивернидис, смятан за един от най-големите шпиони в Гевгелийско. Двамата убиват Кивернидис през ноември.
Четата на Апостол войвода дава няколко сражения при селата Геракарци, Либахово и Тушилово. На 8/22 март 1900 година, Апостол Петков с 14 четници отсяда в две къщи в родното му Боймица. Четата е предадена от гъркоманите от село Крива Ичо Пинчев и Туше Бакалов и още вечерта на 9/23 март е обградена от войска от Гевгели и Енидже Вардар и башибозук. След целодневно сражение на 10/24 март през нощта четата успява да се оттегли към Паяк. В сражението загиват братът на войводата Тано Петков, секретарят на четата Атанас Тодев и четникът Димитър Чавдаров, както и гъркоманският поп Никола Ринчев. Четниците Ичо Проичков (Пройчаков) и Мицо Метракулията са ранени, заловени и затворени в Еди куле, където Проичков умира.
През лятото и есента на 1900 година четата действа в Гевгелийско, като през този период има сведения за две сражения с турската войска – на 20 август и 2 септември при село Горгопик, Гевгелийско и на други места. По това време четата включва само 8 четници. В края на 1900 година Апостол заминава за България, за доставка на оръжие. През лятото на 1901 година Апостол войвода провежда кампания срещу дерибействащите албанци пъдари, предупреждава цивилните агенти, че ще убива всеки албанец, който би дошъл да бъде пъдарин или да пасе овцете си в неговия район и убива няколко от тях.
Апостол Петков получава нареждане от Централния комитет на ВМОРО на 17 юни 1902 година да обезоръжи Иванчо Карасулийски, който е преминал към Върховния комитет и агитира за повдигане на въстание. Стига се до престрелки между двете чети, но благодарение на местното население войводите се помиряват в село Ливада, а на 28 юни 1902 година водят сражение на Гъндач срещу турски аскер. По-късно Апостол Петков и Павле Кониковски обезоръжават върховистката чета на Атанас Орджанов. През ноември Павле Кониковски заболява и умира, като остават съмнения, че е отровен от завист от Апостол Петков. В създалата се ситуация братята Лазар, Гоно, Димитър и Траян Доямови се отцепват от четата на Апостол, а по-късно преминават на страната на гръцката пропаганда в Македония.
Апостол войвода бързо изплита здрава революционна мрежа в Ениджевардарско и Гевгелийско и става организационен войвода, истински защитник на българщината в региона, заради което печели и народното признание с прозвището си Ениджевардарското слънце. Христо Силянов
пише:
| „ | Населението така се привърза към своя войвода-баща, че му посвети не една песен и го укичи с най-изразителното име – Ениджевардарско слънце – слънце, което прорязва с лъчите си мрака на неговата робска неволя и стопля сърцето му със сладка надежда. | “ |

Апостол успява да привлече към организацията и повечето българи гъркомани от областта, които постепенно изоставят каузата на елинизма и приемат върховенството на Българската екзархия. Към 1903 година гъркомани остават единствено в Гумендже и в селата Крива и Петрово. Налага сериозна дисциплина в района си като често провинилите се наказват със смърт. Намесва се в бита на населението и забранява скъпите сватби и чеизи, отделно организира такива по своя преценка и събира данък от бубарството. Също нарежда бойкот на гръцките и турските търговци в Енидже Вардар и в Гумендже през септември 1905 година, докато града не напусне гръцкият лекар Ангелос Сакелариу, който е и лидер на гръцкия комитет. Вследствие градският пазар е затворен, а българските, гръцките и турските търговци търпят големи загуби. При лошо отношение спрямо местните българи Апостол войвода редовно изпраща заплашителни писма до собствениците на чифлици, каймакамина и мюдюрите в казата. През 1905 година изпраща писмо до българския екзарх Йосиф I Български, в което заплашва да убие председателя на българската екзархийска църковната община в Енидже Вардар Никола Шкутов:
| „ | Ясъ се чудамъ защо го държите тоя лъжливъ и страхливъ председатель, кога цалъ народъ не го сака и ако вие не го дигнете отъ тука като куче ке го убиямъ. Цалувамъ вашата света десница и оставамъ съ почитание ваше чедо во Христа Апостолъ войвода. | “ |

Поведението на Апостол Петков често пъти го вкарва в конфликт с легалното ръководство на Организацията в Енидже Вардар и Солун. Евтим Спространов пише в дневника си:
| „ | Апостол е зло непоправимо, да се махне от там по какъвто и да е начин... Известно е отдавна, че Апостол е зло за делото, че той е хайдутин, а не деец – организатор; ама сила трябва, а за нещастие такава няма. | “ |

Апостол войвода доразвива в Ениджевардарското езеро мрежата от наколни колиби, които служат като убежище на четата му, и край които води много сражения. Ениджевардарско е разделено на четири пункта, като за началници Апостол назначава Захарий Гьорев, Стоян Янъков, Трайо Петков и Ичко Гошков.

### Илинденското въстание
Въпреки слабото въоръжение на четниците в Ениджевардарско, околията под командването на Апостол войвода участва активно в Илинденското въстание през 1903 година. Апостол войвода разпределя задачите на районните ръководители. На Илинден в село Корнишор кукушката чета на Кръстю Асенов и ениджевардарските чети на Апостол войвода и Иван Карасулията се обединяват и пред 250 четници става освещаването на знамето. На 18 юли Сава Михайлов и Аргир Манасиев заедно с милиционери от Боймица вдигат във въздуха моста на Вардар при Гевгели. На 19 юли пунктовият началник на Грубевския район Захарий Гьорев с 20 души от селската милиция прекъсват телеграфните жици и събарят телеграфните стълбове на предварително указаните места. На 30 юли Апостол настъпва към Крива, убива няколко гъркомани, заподозрени в шпионаж, и запалва къщите им. Също иска да нападне намиращия се там турски гарнизон, но предупредени от местни гъркомани, войниците се прибират в Гумендже. Четата на Апостол настъпва към града и се разполага на височините Бялата пръст над него. В града са изпратени атентатори, като само един успява да взриви бомба, която обаче предизвиква паника сред войската. Четата на Апостол обстрелва града и се оттегля в Паяк.
Апостол войвода разделя голямата си чета на няколко отряда. На 9 септември отрядът от 63 четници, на който той е войвода, влиза в сражение в полето със 110 войници край село Рамна, в което загиват един четник и един войник. След четири дни, на 12 септември четите на Апостол, Иванчо Карасулията и кукушката чета на Гоце Нисторов, общо 103 души, се сражават на връх Гъндач в Паяк с 1200 турски войници. На 14 септември Апостол с шестима души води сражение при Гола чука над Крива, с 80 души войници, в което загиват двама четници и четирима войници. На 13 октомври четите на Апостол, Иванчо Карасулията и Трайко Гьотов в голямо сражение разбиват изпратените срещу тях пехота и кавалерия, събрани от Гевгели, Енидже Вардар и Гумендже.

### Борба с гръцките андарти (1904 – 1908)
След въстанието Апостол Петков заминава в България, но още през февруари 1904 година се връща в Македония и подема наново революционната борба, като освен срещу турската власт се сражава и срещу новопоявилата се гръцката въоръжена пропаганда в района на Ениджевардарското езеро. До началото на сблъсъците Апостол войвода се разпорежда в шест колиби около Жервохор, а оттам фактически контролира околните села и цялата долина между Бер и Солун.
Според гръцки източници нарежда нападение на 19 юли 1904 година над град Гумендже, при което са запалени около 30 къщи на стойност 15 000 лири, а на 28 август 1904 година пак по негово нареждане е убита гъркоманската учителка Велика Трайкова от Градобор със семейството ѝ. През лятото Апостол войвода и Христо Аргиров организират нападения над патриаршисти между градовете Гевгели, Енидже Вардар и Воден и дори заплашват Негуш.
Отново заминава за България в края на 1904 година. В това време братовчед му и десетар на четата Андон Терзиев залавя и обесва гръцкия учител и деец на гръцката пропаганда Яни Пицула. На 4 декември от четата на Апостол са убити трима предполагаеми шпиони в Гевгели, като по това време добре организираната чета на Апостол наброява около 150 души. Андон Терзиев и 11 негови четници са пленени в сражение с андартската чета на Георги Сидер на 24 декември край Петрово, но в последвало сражение с турски аскер на 27 декември всички са арестувани.
| Чета на Апостол Петков, 15 февруари 1905 г. | Чета на Апостол Петков, 15 февруари 1905 г. | Чета на Апостол Петков, 15 февруари 1905 г. | Чета на Апостол Петков, 15 февруари 1905 г. | Чета на Апостол Петков, 15 февруари 1905 г. |
| Номер                                       | Име                                         | Селище                                      | Околия                                      | Забележка                                   |
| ------------------------------------------- | ------------------------------------------- | ------------------------------------------- | ------------------------------------------- | ------------------------------------------- |
| 1.                                          | Апостол Петков                              | Боймица                                     |                                             |                                             |
| 2.                                          | Атанас Гонов                                | Крива                                       |                                             |                                             |
| 3.                                          | Йордан Пешов                                | Велес                                       |                                             |                                             |
| 4.                                          | Атанас Виларев                              | Велес                                       |                                             |                                             |
| 5.                                          | Васил Ташков                                | Охрид                                       |                                             |                                             |
| 6.                                          | Ганчо Минов                                 | Лесково                                     |                                             |                                             |
| 7.                                          | Илия Ванев Гюрков                           | Щип                                         |                                             |                                             |
| 8.                                          | Цветко Костов                               | Куманово                                    |                                             |                                             |
| 9.                                          | Мичо Танев                                  | Лесково                                     |                                             |                                             |
| 10.                                         | Христо Транояв                              | Извор                                       |                                             |                                             |
| 11.                                         | Тано Георгиев                               | Крива                                       |                                             |                                             |
| 12.                                         | Гацо Траев                                  | Бабяни                                      |                                             |                                             |
| 13.                                         | Ичо Костов                                  | Крива                                       |                                             |                                             |
| 14.                                         | Илия Атанасов                               | Корнишор                                    |                                             |                                             |
| 15.                                         | Митре Константинов                          | Рамна                                       |                                             |                                             |
| 16.                                         | Манчо Манолов                               | Воден                                       |                                             |                                             |
| 17.                                         | Иван Георгиев Тупара                        | Киркалово                                   |                                             |                                             |
| 18.                                         | Кръсто Денков                               | Пезово                                      | Кумановска                                  |                                             |
| 19.                                         | Наке (Янко) Георгиев                        | Ливада                                      |                                             |                                             |
| 20.                                         | Александър Янков (Арнаутски)                | Кюстендил                                   |                                             |                                             |
| 21.                                         | Васил Джигорлиски                           | Дупница                                     |                                             |                                             |
| 22.                                         | Трифон Петков                               | Торос                                       | Луковитска                                  |                                             |
| 23.                                         | Илия Ив. Личев                              | Букевци                                     | Раховска                                    |                                             |
| 24.                                         | Петър Бояджиев                              | Рамна                                       | Пазарска                                    |                                             |
| 25.                                         | Пешо Радев                                  | София                                       |                                             |                                             |

Апостол се връща в Македония, но на 1 март 1905 година четите на Апостол Петков и Сава Михайлов са обкръжени при гевгелийското село Смол от турска войска и башибозук. След 5-часово кръвопролитно сражение загиват 40 четници, като войводата Сава Михайлов се самоубива. Спасява се само раненият в петата Апостол войвода с неговия четник Илия Личев. Прехвърлят се в Ениджевардарското езеро, след което в Арджанското езеро. Турското правителство награждава всички участници в сражението с медали, повишения и пари поради грешната информация, че Апостол Петков е убит. Но Апостол войвода бързо възстановява четата си и още през същата пролет дава голямо „морско“ сражение на турската войска и на гръцките андарти в Ениджевардарското езеро. Същата година изпраща заплашително писмо до патриаршистките жители на Гумендже да преминат към Българската екзархия. В същата година вътрешната организация изпада в криза и единствено на собствените сили на Лука Иванов, Кара Ташо, Христо Аргиров, Апостол войвода, Вани Къчов е одържан фронтът срещу гръцките андарти в Централна Македония.
В началото на 1906 година Апостол изпраща заплашително писмо до Ошинския манастир, станал център на гръцката пропаганда и убежище на капитаните Матапас и Драгас. През лятото на 1906 година Апостол войвода се сражава с четата на андартския капитан Костас Акритас и заедно с воденската чета на Лука Иванов опожарява гръцкото село Ниси, база на същия андарт. Подготвяйки предварително писмо до консулите в Солун, четите на Лука Иванов и Апостол Петков опожаряват селото и складовете за муниции на андартите, като с предупредителни изстрели известяват селяните да напуснат селото. Убити са случайно двама албанци и един грък. Друг грък, познат като шпионин, е убит нарочно. Същата година организационните чети под ръководството на Апостол войвода дават многобройни сражения на андартите под командата на капитаните Акритас, Аграс, Никифорос и други, които действат съвместно с турските власти. В края на 1906 година след неуспешните нападения над Жервохор от страна на Телос Аграс и капитан Пелас андартите почти са прогонени от Ениджевардарското езеро, но с турска помощ до края на годината си връщат позициите.
В едно от тези сражения капитан Аграс е заловен и обесен край село Владово (днес Аграс). Турското издание „Кореспонденц бюро“ от 21 юни 1907 година пише по въпроса:
| „ | Преди 14 дена е станало едно важно сражение при Владово, Воденска кааза, Солунски вилает; едвам сега станаха известни някои подробности. Гръцката чета от 18 души била нападната от една по-силна българска чета. Трима гърци паднали убити, остатъкът бил пленен. Петима от тях са били изтезавани и убити, а други двама, между които войводата на четата Акритас или Аграс, гръцки офицер, родом от Навплион, са били обесени. Останалите 8 души сѫ били освободени, като им е било внушено да не забравят тая случка, а да я разказват на други. Върху труповете са били намерени бележки, подписани от българския войвода Апостол, със следното съдържание: „В тая местност се говори само български и турски; всички, които разпространяват тук гръцкия език ще споделят същата участ“. | “ |

През лятото на 1906 година редица чуждестранни консули още смятали, че Апостол Петков е мъртъв, но след разразилата се Гумендженска афера станало ясно обратното. След неуспехите си в ликвидирането на Апостол войвода, турската власт се опитва да накара войводата да се откаже от революционното дело с подкупи, а гръцкият консул в Солун Ламброс Коромилас се опитва да го привлече на гръцка страна.
Голямата роля на Апостол войвода в съпротивата срещу андартския натиск се признава и от неговите гръцки противници. През 20-те години гръцката писателка Пинелопи Делта пише в романа си „В тайните на блатото“, който описва борбата на гръцките андарти срещу общия им с турците враг – българина, и който според Христо Силянов е нещо като „евангелие на българоненавистничеството“:
| „ | Апостол Петков беше най-страшният архикомитаджия – вездесъщ, замесен във всички убийства. Но никой не можеше да го залови дори да го срещне. Той беше невидимият демон, който се чувстваше навсякъде, но не се виждаше никъде. | “ |

През 1906 година американският журналист Алберт Сониксен заедно с воденския войвода Лука Иванов посещава Апостол войвода в Ениджевардарското езеро и оставя колоритен разказ за живота на харамията в книгата си „Изповедта на един македонски четник“.
| „ | Първият, който скочи на брега, беше лек, мургав човек на средна възраст, с бели, албански тесни, опнати потури, с широки ръкави риза, въоръжен не само с манлихерка и нагант, но и с кама със сребърна дръжка, увиснала на неговия патрондаш. И да не го познавах, щях да налучкам кой е, защото неговите портрети висяха във всички кръчми на България, тъкмо в тези комитски дрехи... Апостол беше македонският Робин Худ. Тринадесет години той бе носил оръжие. Още преди Дамян Груев да организира прочутия Централен комитет, Апостол бе кръстосвал планините. Той бе от ония фантастични герои, които се явяват сред потъпканите народи през всичките полуварварски периоди на историята и чиито подвизи са възпявани от народите. Те са се въодушевявали едничко от идеята за смърт и разрушения, първия инстинкт на първичните, непросветени хора. Когато се създала революционната организация с програма за обща дейност, Апостол войвода, в различие от мнозина свои колеги от разните части на страната, предложил услугите си, въпреки всички ограничения, които е трябвало да понесе поради дисциплината в тази организация, да се отказва от плячката си и да слуша заповедите на анемичните градски учители. | “ |

През март 1907 година Апостол Петков събира всички десетници, ръководители и куриери от Ениджевардарско на среща в Геркарци, на която дава важни указания и разпореждания за борбата с гръцката пропаганда. През ноември 1907 година четата на Апостол войвода води сражение с андартската чета на Лазар Доямов в село Крива.
Славата на Апостол войвода стига и до Цариград, където се носят най-различни невероятни слухове за страшния рушител на Османската държава. В очите на султан Абдул Хамид II Апостол войвода започва да олицетворява цялата революционна организация и той изпраща лично своя роднина Ахмед Кемал бей да преговаря с войводата, който му предлага 20 000 лири, за да се откаже от борбата.

През пролетта на 1907 година натискът на турската войска в Ениждевардарското езеро се засилва. Край езерото е струпана няколко-хилядна войска, кавалерия, артилерия и обковани с желязо лодки. След масов артилерийски обстрел Апостол Петков и четниците му се изтеглят към Паяк планина. Четата временно се разпръсква, а до Младотурската революция от 1908 година Апостол войвода се намира в околността на Горгопик. В свой доклад до атинския комитет от 22 ноември 1909 година Гоно Йотов потвърждава, че в акцията са участвали и гръцки андарти: 
| „ | В началото на май [1907] се разбрах с капитан Никифорос Георгиос Пападопулос за една обща операция срещу многобройна чета на комитаджиите. От страна на Гоно Йота връзка с капитан Никофорос беше Дино Вудрислис, член на групата и негов братовчед. От страна на Никофорос дойде критянина Григорис. Българските позиции бяха атакувани едновременно и от турски войски. В тази атака бяха убити 14 комити и пленени трима. | “ |

### Хуриетът
След Младотурската революция от юли 1908 година Апостол войвода пристига на файтон в Енидже Вардар и е официално посрещнат в града. Легализира се и се установява в Енидже Вардар, където става лидер на Съюза на българските конституционни клубове. Между 21 – 25 юли 1908 година се среща с Енвер бей в Солун и обвинява ениджевардарския каймакамин във фаворизиране на андартските чети, заради което дълго време отказва да разоръжи четата си. Председателят на местната българска община Тома Николов пише:
| „ | Беше се настанил в една къща всред българската махала, заедно със своите четници, и се държеше като бег с всичките му салтанати. Той пак, както преди Хуриета, налагаше данък на населението, и около себе си държеше районните войводи, наречени десетари, пращаше ги по селата да изпълняват неговите нареждания. Самият Апостол носеше револвер с копринен шнур и сребърни кьостеци на часовника. В града беше основан конституционен клуб под председателството на учителя Димитър Лешников, родом от същия град, много буден човек и със силно развито патриотично чувство. Формално той беше председател, но фактически всичко дирижираше Апостол войвода. Къщата на последния приличаше на правителствено учреждение. Всички селяни, пък и някои граждани, за каквато и да било работа първо се съветваха с него, а после се отнасяха до властта... Той се държеше почти като каймакамин и се смяташе равен нему. Когато излизаше от града на път за някое село, пътуваше с комфортно оседлан кон, придружен от няколко конни четници. Из улиците на града също се движеше с охрана от няколко четници. Той даже почна да се меси и налага в работите на църковно-училищната община... ... зимно време и през празниците навсякъде се слушат революционни песни, главно песента на Апостол войвода. Песните се пееха във всички махали, придружени с тъпани и гайди, като ги слушах, изпитвах голямо удоволствие и бях във възторг. | “ |

### Последни години (1909 – 1911)
След промяната на младотурската политика към бившите революционери, убийството на Дзоле Стойчев и бягството на Гьорче Петров в България, от страх да не бъде предателски убит, Апостол Петков също забягва в България.
На 4 май 1910 година войводата участва в основаването на Българската народна македоно-одринска революционна организация и е избран за член на Главния ѝ комитет. На 29 юни навлиза отново с чета в Македония заедно с войводите Ичко Димитров, Христо Чернопеев и Въндо Гьошев и подновява нелегалната си революционна дейност.
На 2 август 1911 година Апостол войвода заедно с войводите Георги Мучитанов Касапчето и Васил Пуфката загиват в ениджевардарското село Крушари (днес Абелиес, Гърция). Бившият четник и секретар на четата Тодор Чифтеов ги отравя в дома си, след което телата им са пренесени между лозята и старите гробища и е инсценирано сражение с турския аскер. По-късно телата на тримата са пренесени в Енидже Вардар, където са разпознати и погребани. Остават съмнения, че Трайко Курлев също участва в заговора срещу Апостол Петков.
След смъртта на Апостол войвода ръководител на Солунския революционен окръг става войводата Ичко Димитров, който за наказание запалва къщата на Тодор Чифтеов. Апостол войвода оставя дъщеря в София, която умира в бедност.
В разказа си „Пирин“ от книгата „Те победиха“ Йордан Йовков описва Апостол Петков Ениджевардарското слънце така:
| „ | ...тоя легендарен войвода, всичкото възхищение и любов към когото е тъй силно изразено в това име, което му е дал народът... | “ |

Постол войвода е герой в трисерийния български филм „Мера според мера“ – последната роля на големия български актьор Григор Вачков. Той е главен герой и в монодрамата „Апостол-војвода: исповед на еден македонски воин“.
В различни населени места на България (София - Карта, Пловдив, Равда) има улици на името на Апостол Петков, а македонски дружества в Асеновградско, Несебър и други са носили или носят неговото име. За Постол войвода има множество народни песни. Романът „Гласовете ви чувам“ на Димитър Талев започва с песен за Апостол войвода.